# Павловский, Евгений Семёнович
Евге́ний Семёнович Павло́вский (21 ноября 1923, с. Старое Грязное, Тамбовская губерния — 15 января 2015) — советский, российский учёный в области агролесомелиорации; доктор сельскохозяйственных наук (1970), профессор (1981), академик ВАСХНИЛ (1988, член-корреспондент с 1978), академик РАН (2013).

## Биография
В 1940 году, окончив с золотой медалью Сосновскую среднюю школу, в 1943 году поступил в Воронежский лесохозяйственный институт. С началом войны в 1941—1942 гг. был санитаром эвакогоспиталя 1404, уволен по состоянию здоровья; учительствовал в Сосновском районе. В 1946 г. окончил Воронежский лесохозяйственный институт.
В 1947—1948 гг. преподавал на кафедре лесоводства Воронежского лесохозяйственного института, с 1948 работал в НИИ сельского хозяйства Центрально-Чернозёмной полосы им. В. В. Докучаева (младший, с 1955 — старший научный сотрудник, затем заведующий отделом агролесомелиорации и садоводства).
С 1965 г. — во Всесоюзном НИИ агролесомелиорации заместитель директора по науке. В 1966—1969 гг. — начальник управления науки, член Коллегии Государственного комитета по лесному хозяйству при Совете Министров СССР. В 1969—1973 гг. заведовал сектором агролесомелиорации Государственного НИИ земельных ресурсов МСХ СССР, в 1973—1978 гг. — сектором природных ресурсов Комиссии по изучению производительных сил и природных ресурсов при Президиуме АН СССР. В 1979 г. — заместитель академика-секретаря отделения лесоводства и агролесомелиорации ВАСХНИЛ.
В 1979—1995 гг. — директор ВНИИ агролесомелиорации; после выхода на пенсию — главный научный сотрудник там же.
Похоронен в Волгограде.

### Семья
Мать — Вера Афанасьевна Павловская, учительница.
- Двое детей.

Увлечения: музыка, филателия

## Научная деятельность
В 1955 г. защитил кандидатскую, в 1969 г. — докторскую диссертацию.
Разработал:
- модификацию коридорного и гнездового способов выращивания дуба в полезащитных лесных полосах,
- диагонально-групповой способ создания лесных полос,
- приёмы и способы лесоводственного ухода за лесными полосами в разные периоды их развития,
- теоретические и организационно-методические основы ведения хозяйства и содержания лесных полос на базе специального агролесоустройства.

Предложил универсальную шкалу лесоводственно-мелиоративной оценки защитных лесонасаждений; концепцию оазисного лесоразведения в аридных районах.
Руководил разработкой мероприятий по борьбе с опустыниванием в аридных и субаридных зонах страны.
Автор более 250 научных трудов, в том числе 48 книг и брошюр.

### Избранные труды
Источник — электронные каталоги РНБ
- Павловский Е. С. Выращивание защитных насаждений в Каменной степи. — М.: Лесная пром-сть, 1965. — 170 с.
- Павловский Е. С. Закладывайте лесные полосы коридорным способом. — Бутурлиновка : Б. и., [1958]. — 1 л., слож. в 6 с.
- Павловский Е. С. Исследование роста дуба в лесных полосах, заложенных коридорным способом в Каменной степи : Автореф. дис. … канд. с.-х. наук. — Воронеж, 1955. — 16 с.
- Павловский Е. С. Лесные полосы — объект лесоустройства. — М.: Б. и., 1968. — 65 с.
- Павловский Е. С. Лесоводственные особенности агролесомелиоративных насаждений Каменной степи : Автореф. дис. … д-ра с.-х. наук. — Воронеж, 1969. — 38 с.
- Павловский Е. С. Опыт проведения рубок ухода в полезащитных лесных полосах. — М.: Россельхозиздат, 1974. — 38 с.
- Павловский Е. С. Профессор Раскатов. — Волгоград: ВНИАЛМИ, 2008. — 72 с.
- Павловский Е. С. Таксационное описание насаждений Каменной степи (1952 г.). — Воронеж : Коммуна, 1954. — 316 с.
- Павловский Е. С. Уход за лесными полосами. — Воронеж : Коммуна, 1957. — 1 л., слож. в 7 с. — (Наука и опыт)
- Павловский Е. С. Уход за лесными полосами. — М.: Лесная пром-сть, 1976. — 248 с.
- Павловский Е. С. Устройство агролесомелиоративных насаждений. — М.: Лесная пром-сть, 1973. — 126 с.
- Павловский Е. С. Экологические и социальные проблемы агролесомелиорации. — М.: Агропромиздат, 1988. — 180 с.
- Павловский Е. С., Карган А. В. Справочник по агролесомелиоративному устройству. — М. : Лесная пром-сть, 1977. — 152 с.
- Павловский Е. С., Петров Н. Г., Маттис Г. Я. Концептуально-программные аспекты развития агролесомелиорации в России. — М. : РАСХН, 1995. — 70 с.

## Награды и признание
- орден Отечественной войны II степени (1986)
- Орден Почета (2004)[3]
- Заслуженный деятель науки РФ (1994)
- 7 медалей СССР и РФ
- Золотая медаль имени Г. Ф. Морозова Российской академии сельскохозяйственных наук (1994)
- медали ВДНХ СССР.